# Lomtjärnen (Alfta socken, Hälsingland)
Lomtjärnen är en sjö i Ovanåkers kommun i Hälsingland och ingår i Ljusnans huvudavrinningsområde.